# Heike Behlmer
Heike Behlmer (* 7. Juli 1958) ist eine deutsche Ägyptologin.

## Werdegang
An der Universität Göttingen, wo sie 1982 die Magisterarbeit Eine dem Athanasius zugeschriebene koptische Predigt. "De anima et corpore" schrieb und 1992 mit der Dissertation Schenute von Atripe "De iudicio" promoviert wurde, lehrt sie seit 2009 als Professorin für Ägyptologie und Koptologie. Ihre Forschungsinteressen sind ägyptisches Mönchtum, koptische Literatur, Gender Studies und Forschungsgeschichte der Ägyptologie.
Behlmer ist seit 2012 ordentliches Mitglied der Akademie der Wissenschaften zu Göttingen, Geistes- und Gesellschaftswissenschaftliche Klasse. Dort ist sie tätig als Vorsitzende der Leitungskommission des Forschungsvorhabens „Digitale Gesamtedition und Übersetzung des koptisch-sahidischen Alten Testaments“, als Kommissionsmitglied des Forschungsvorhabens „Katalogisierung der orientalischen Handschriften in Deutschland“ und als Mitglied der Patristischen Kommission.

## Publikationen (Auswahl)
- als Herausgeberin: ...Quaerentes Scientiam. Festgabe für Wolfhart Westendorf zu seinem 70. Geburtstag. Seminar für Ägyptologie und Koptologie, Göttingen 1994, OCLC 716863097.
- mit Anthony Alcock: A Piece of Shenoutiana from the Department of Egyptian Antiquities (EA 71005) (= British Museum Occasional Paper, 119). British Museum, London 1996, ISBN 0-86159-119-4.
- Schenute von Atripe. De iudicio (Torino, Museo Egizio, Cat. 63000, Cod. IV) (= Catalogo del Museo Egizio di Torino, Serie Prima — Monumenti e Testi, Band 8). Ministero per i Beni Culturali e Ambientali, Soprintendenza al Museo delle Antichità Egizie, Turin 1996, OCLC 39192459 (zugleich Dissertation, Göttingen 1992).
- als Herausgeberin mit Gerald Moers, Kai Widmaier und Katja Demuß: jn.t dr.w – Festschrift für Friedrich Junge. Seminar für Ägyptologie und Koptologie, Göttingen 2006, ISBN 3-00-018329-9.
- als Herausgeberin mit Martin Tamcke: Christen in Ägypten (= Göttinger Orientforschungen. Reihe 4 Ägypten, Band 60). Harrassowitz Verlag, Wiesbaden 2015, ISBN 978-3-447-10445-6.